# Iourphouthès
Iourphoutès (en grec ancien : Ιουρφούθης) est un chef berbère actif en Byzacène lors des guerres de l'Empire byzantin contre les tribus berbères locales. En 534 et 535, il fait partie des chefs berbères qui se rebellent contre la nouvelle autorité byzantine en Afrique. En 534, avec les chefs berbères Cusina, Esdilasas et Medisinissas, il défait les officiers byzantins Aïgan et Rufin. En 535, il est battu par le général Solomon à la bataille de Mammès. Il participe peut être à la bataille du mont Burgaon.

## Référencement